# 成都將軍
成都將軍，清朝八旗14個駐防將軍之一，全稱鎮守成都等處地方將軍，為清朝的從一品武官，下轄八旗兵約2500人，是駐紮在四川省所有八旗兵丁及工匠的最高軍政長官。按清制須由旗人出任該職位，官署設立在四川省首府成都府，被稱為「成都將軍衙門」，為清朝最後一處設置的駐防將軍（1776年），為乾隆四十一年大小金川之役後特別設立。
成都將軍一職，最初是在清朝乾隆四十一年（1776年）首次設立，首任成都將軍由多羅額駙、三等襄勇文襄侯明亮出任，駐防八旗由清朝皇帝直屬，平時由位於順天府的八旗都統衙門管理，兵部和當地督撫官員都無權管轄指揮。最後一任成都將軍玉昆在宣統三年（1911年）辛亥革命時與四川的革命軍談判，最終成都和平易幟，當地八旗兵丁和其眷屬的安置也被妥善處理，這也正式宣告這個設立時間達136年的武將職位的終結。

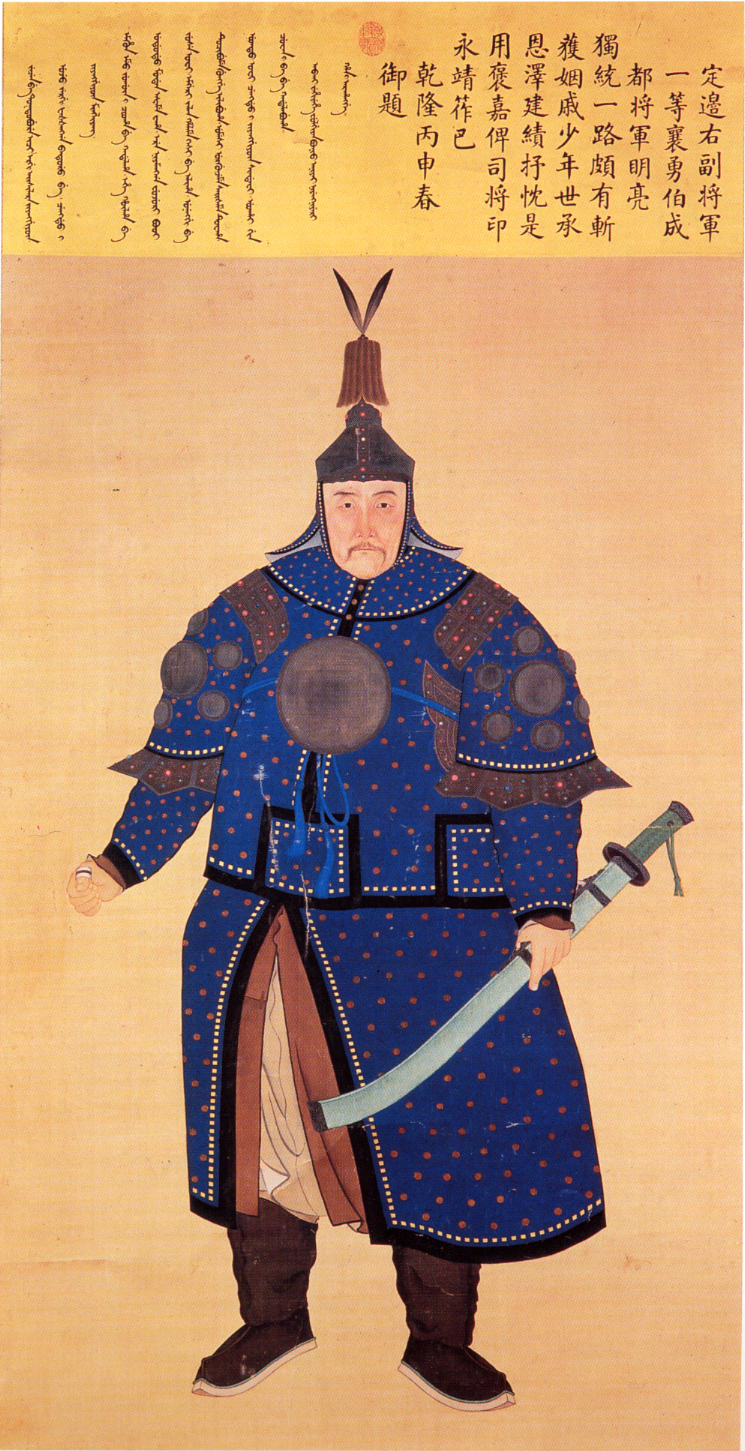
首任成都將軍、多羅額駙
三等襄勇文襄侯 富察·明亮

## 簡介
成都將軍是在乾隆四十一年，即公元1776年時所設立，此時的清帝國剛打完了大小金川之役，乾隆帝便設立了成都將軍一職，他在設立時明確規定了，成都將軍是作為金川地區的最高軍政長官，且成都將軍除了統領四川的八旗兵丁和節制四川省的綠營以外，還被賦予統治地方的行政權力，以加強其權勢；其職權由管理大、小金川地區擴大到了管理整個川邊的藏族地區，以震懾嘉絨地區各土司。並且還明確了成都將軍與四川總督相互明確的職權範圍，以避免這些封疆大吏彼此互相掣肘。
而原本按照清朝的軍事制度，駐防八旗的將領不能指揮綠營，以防止駐防將軍的權力過大，讓地方大將之間保持互相牽制。但成都卻是例外，“將軍兼統綠營者惟四川”（《清史稿·兵制》），表明成都駐防將軍有統轄廣大少數民族地區的任務，其地位比較突出。

## 兵制
根據《欽定八旗通志·卷三十五·兵制志四》：
- 從一品－成都將軍一人〈駐劄成都府〉
- 正二品－成都駐防副都統一人
- 從三品－西安駐防協領五人
- 正四品－西安駐防佐領十九人
- 正五品－西安駐防防禦二十四人
- 正六品－西安駐防驍騎校二十四人
- 八旗滿洲蒙古委前鋒校八人
- 前鋒一百一十二名
- 領催一百二十名
- 驍騎一千七百四十四名
- 礮驍騎四十八名
- 步兵二百五十六名
- 養育兵一百四十四名
- 弓箭鐵匠各三十二名

## 歷任成都將軍
| 任職者 | 任期              | 旗籍       | 接任前官職                   | 卸任後官職                                    | 備註                                                     |
| ------ | ----------------- | ---------- | ---------------------------- | --------------------------------------------- | -------------------------------------------------------- |
| 明亮   | 乾隆41年-乾隆43年 | 滿洲鑲黃旗 | 廣州將軍                     | 四川提督                                      | 三等襄勇侯、太子太保，過世後諡「文襄」                   |
| 特成額 | 乾隆43年-乾隆49年 | 滿洲鑲黃旗 | 禮部尚書                     | 湖廣總督                                      |                                                          |
| 保寧   | 乾隆49年-乾隆51年 | 蒙古正白旗 | 江南提督                     | 四川總督                                      | 三等公、太子太保，過世後諡「文端」                       |
| 鄂輝   | 乾隆51年-乾隆55年 | 滿洲正白旗 | 雲南提督                     | 四川總督                                      | 三等男、太子少保，法式尚阿巴圖魯 過世後諡「恪靖」        |
| 成德   | 乾隆55年-乾隆56年 | 滿洲正紅旗 | 四川提督                     | 駐藏幫辦大臣                                  | 三等承恩公，賽尚阿巴圖魯，過世後諡「威恪」               |
| 奎林   | 乾隆56年-乾隆57年 | 滿洲鑲黃旗 | 駐藏辦事大臣、正紅旗蒙古都統 | 過世                                          | 一等承恩公，兼任參贊大臣，綳武巴圖魯 過世後諡「武毅」    |
| 觀成   | 乾隆56年-乾隆58年 | 滿洲鑲白旗 | 四川提督                     | 成都將軍                                      | 署理，兼任四川提督                                       |
| 觀成   | 乾隆58年-嘉慶3年  | 滿洲鑲白旗 | 四川提督、署理成都將軍       | 西安右副都統                                  | 太子少保                                                 |
| 富成   | 嘉慶3年-嘉慶4年   |            |                              |                                               |                                                          |
| 慶成   | 嘉慶4年           | 漢軍正白旗 | 直隸提督、署理正黃旗漢軍都統 | 藍翎侍衛                                      |                                                          |
| 阿迪斯 | 嘉慶4年-嘉慶5年   | 滿洲正白旗 | 署理直隸提督                 | 伊犛領隊大臣                                  | 一等誠謀英勇公                                           |
| 勒保   | 嘉慶5年-嘉慶？年  |            |                              |                                               | 署理                                                     |
| 德楞泰 | 嘉慶5年-嘉慶10年  | 蒙古正黃旗 | 署理四川提督                 | 正白旗領侍衛內大臣                            | 三等繼勇公、太子太保，繼勇巴圖魯 過世後諡「壯果」        |
| 慶成   | 嘉慶10年-嘉慶11年 | 漢軍正白旗 | 湖北提督                     | 總兵銜                                        | 太子太保，錫郎阿巴圖魯，過世後諡「襄恪」                 |
| 特清額 | 嘉慶11年-嘉慶16年 | 滿洲鑲黃旗 | 署理四川總督                 | 過世                                          |                                                          |
| 豐紳   | 嘉慶16年-嘉慶17年 | 滿洲鑲黃旗 | 四川提督                     | 駐藏幫辦大臣                                  |                                                          |
| 祥保   | 嘉慶17年          | 滿洲鑲黃旗 | 西安將軍                     | 駐藏幫辦大臣                                  |                                                          |
| 豐紳   | 嘉慶17年-嘉慶18年 | 滿洲鑲黃旗 | 駐藏幫辦大臣                 | 丁父憂                                        |                                                          |
| 常明   | 嘉慶18年          | 滿洲鑲紅旗 | 四川總督                     | 四川總督                                      | 署理，兼任四川總督，太子少保，智勇巴圖魯，諡號「襄恪」   |
| 賽沖阿 | 嘉慶18年-嘉慶22年 | 滿洲正黃旗 | 吉林將軍                     | 正白旗漢軍都統、御前大臣 、鑲黃旗領侍衞內大臣 | 二等男、太子太師，斐靈額巴圖魯，圖形紫光閣，諡號「襄勤」 |
| 德英阿 | 嘉慶22年-嘉慶25年 | 滿洲鑲藍旗 | 寧夏將軍                     | 烏魯木齊都統                                  | 雲騎尉、世管佐領、太子太保，巴圖巴圖魯，諡號「剛果」     |